# 碧姬·芭杜
碧姬·芭铎（法語：Brigitte Bardot，法語發音：[bʁiʒit baʁˈdo]；1934年9月28日—）法国电影女明星，昵称“BB”，也被称为“性感小猫”。
芭杜出生于巴黎，少女时便以美貌闻名，被时尚杂志《ELLE》发掘担任模特。1952年，她身着比基尼出演首部电影《裸體美人魚》，一举奠定自己性感女神的地位，使得比基尼迅速流行。同年，她开始与罗杰·瓦迪姆同居。1956年，她出演瓦迪姆的电影《上帝創造女人》，大胆暴露的表演使得她在美国的知名度急剧上升，与玛丽莲·梦露並稱西方流行文化性感象徵，被视为性解放的代表人物之一。之后，她一度前往好莱坞发展，与寇克·道格拉斯等影星有过合作。
1973年，碧姬·芭铎宣布息影，此后成为积极的动物保护主义活动分子。

## 演出作品
- 《上帝創造女人》(Et Dieu... créa la femme)(1956)

## 照片集

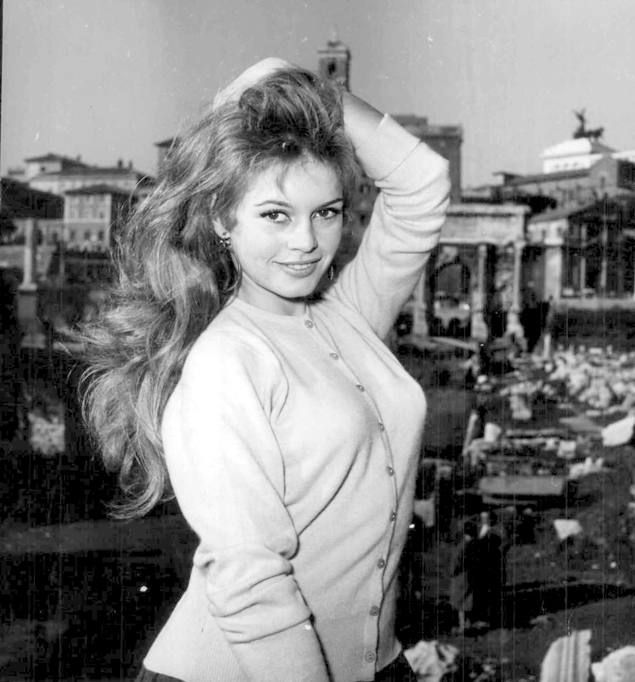
1957
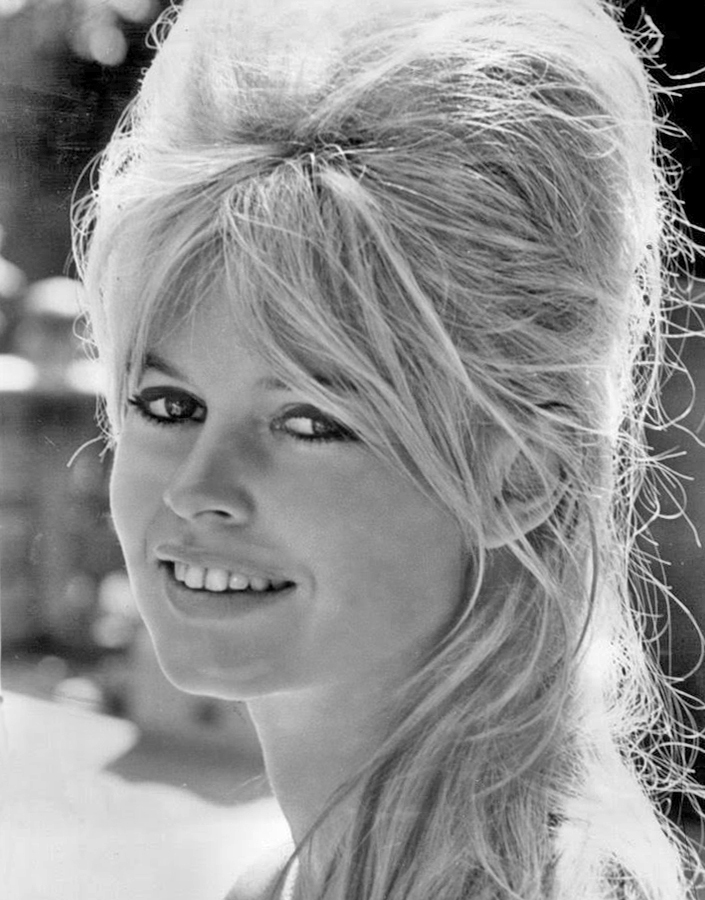
1962
1965

## 外部連結
- Brigitte Bardot Foundation 碧姬·芭杜所創設的基金會官方網站。
- 碧姬·芭杜在互联网电影资料库（IMDb）上的資料（英文）
- TCM电影资料库上碧姬·芭杜的资料（英文）
- 在AllMovie上碧姬·芭杜的頁面（英文）